# Silene samia
Silene samia är en nejlikväxtart som beskrevs av Melzh. och Christodoul. Silene samia ingår i släktet glimmar, och familjen nejlikväxter. Inga underarter finns listade i Catalogue of Life.